# Mário Santos (paralímpico)
Mário Santos es un deportista portugués que compitió en fútbol 7 adaptado y atletismo adaptado. Ganó dos medallas en los Juegos Paralímpicos de Barcelona 1992.

## Palmarés internacional
| Juegos Paralímpicos | Juegos Paralímpicos | Juegos Paralímpicos | Juegos Paralímpicos |
| Año                 | Lugar               | Medalla             | Competición         |
| ------------------- | ------------------- | ------------------- | ------------------- |
| 1992                | Barcelona (España)  | Medalla de plata    | Torneo masculino    |

| Juegos Paralímpicos | Juegos Paralímpicos | Juegos Paralímpicos | Juegos Paralímpicos |
| Año                 | Lugar               | Medalla             | Prueba              |
| ------------------- | ------------------- | ------------------- | ------------------- |
| 1992                | Barcelona (España)  | Medalla de bronce   | 4 × 100 m C5-8      |